# Prix Marcel Benoist
Pour les articles homonymes, voir Marcel Benoist et Benoist.
 (janvier 2022).
Si vous disposez d'ouvrages ou d'articles de référence ou si vous connaissez des sites web de qualité traitant du thème abordé ici, merci de compléter l'article en donnant les références utiles à sa vérifiabilité et en les liant à la section « Notes et références ».
Le Prix Marcel Benoist, décerné par la Fondation Marcel Benoist, est un prix scientifique suisse. 
Le prix est décerné annuellement et doté de 250 000 francs suisses.

## Nomenclature
Le nom officiel de ce prix est « Prix scientifique suisse Marcel Benoist » , il est souvent abrégé en « prix Marcel Benoist ». Certaines institutions, par exemple le Fonds national suisse, utilisent alternativement les deux termes. Non seulement dans la presse, mais aussi dans les milieux scientifiques, il est nommé le « Nobel suisse ». Selon la Fondation Marcel Benoist, il serait considéré comme « le prix Nobel suisse », car onze de ses lauréats ont ensuite reçu le prix Nobel. Le prix étant remis au lauréat par le conseil fédéral, il est étiqueté "prix national suisse".

## Historique
Le Prix scientifique suisse Marcel Benoist est décerné depuis 1920 à un scientifique dont les travaux se distinguent par leur importance pour la vie humaine, leur originalité et leur actualité. Il est attribué en alternance dans les domaines des sciences naturelles et des sciences humaines et sociales. 
Marcel Benoist était un avocat, voyageur et humaniste d'origine française installé en Suisse depuis 1914. Il a légué sa fortune à la Confédération à condition de décerner un prix scientifique annuel. Le 19 novembre 1920, la Fondation Marcel Benoist est créée. Le conseil de fondation comprend le conseiller ou la conseillère fédérale chargé de la recherche et de l'éducation, les représentants de douze universités ou écoles polytechniques suisses, un haut fonctionnaire fédéral et l'ambassadeur de France ou son représentant.
Les domaines de recherche des lauréats évoluent avec les préoccupations de la société. Le prix peut être décerné aux chercheurs en sciences humaines et sociales depuis 1997.

## Lauréats
- 1920 : Maurice Arthus
- 1921 : Conrad Brunner (en)
- 1922 : Paul Karrer
- 1923 : Albert Heim
- 1924 : Heinrich Zangger
- 1925 : Alfred Gysi
- 1926 : Émile Argand
- 1927 : Hermann Sahli (en)
- 1928 : Jules Gonin
- 1929 : Paul Niggli
- 1930 : Aloys Müller
- 1931 : Walter R. Hess
- 1932 : Maurice Lugeon
- 1933 : Robert Doerr
- 1934 : Max Askanazy (en)
- 1935 : Jakob Eugster
- 1936 : Alfredo Vannotti
- 1937 : Charles Dhéré
- 1938 : Leopold Ruzicka
- 1939 : Fritz Baltzer
- 1940 : Friedrich T. Wahlen
- 1941 : Hermann Mooser
- 1942 : Arthur Stoll
- 1943 : Paul Scherrer
- 1944 : Robert Matthey
- 1945 : Ernst A. Gäumann (en)
- 1946 : Alexander von Muralt
- 1947 : Tadeusz Reichstein
- 1948 : Hans E. Walther
- 1949 : Albert Frey-Wyssling (en)
- 1950 : Émile Guyénot
- 1951 : Anton Fonio
- 1952 : Otto Gsell
- 1953 : Alfred Fleisch
- 1954 : Ernst Hadorn
- 1955 : Max Holzmann (en)
- 1956 : Siegfried Rosin
- 1957 : Jakob Seiler
- 1958 : Klaus Clusius
- 1959 : Albert Wettstein
- 1960 : Pierre Duchosal
- 1961 : Werner Kuhn
- 1962 : Alfred Hässig
- 1963 : Gerold Schwarzenbach (en)
- 1964 : Vladimir Prelog
- 1965 : Georges de Rham
- 1966 : Edouard Kellenberger and Alfred Tissières
- 1967 : Kurt Mühlethaler and Hans J. Moor
- 1968 : Michel Dolivo
- 1969 : Walter Heitler
- 1970 : Charles Weissmann
- 1971 : Manfred Bleuler
- 1972 : Albert Eschenmoser
- 1973 : Lucien Girardier, Eric Jéquier and Georges Spinnler
- 1974 : Ewald Weibel (en)
- 1975 : M. Gazi Yasargil
- 1976 : Theodor K. Brunner, Jean Charles Cerottini and Jean Lindenmann
- 1977 : Hans Günthard and Edgar Heilbronner
- 1978 : Niels Kaj Jerne
- 1979 : Michel Cuénod
- 1980 : Hans Kummer
- 1981 : Karl Illmensee
- 1982 : Franz Fankhauser
- 1983 : Hans R. Brunner
- 1984 : Harald Reuter
- 1985 : Richard R. Ernst
- 1986 : Johannes G. Bednorz and Karl Alexander Müller
- 1987 : Maurice E. Müller (en), Martin Allgöwer and Hans R. Willenegger
- 1988 : Ulrich Laemmli (en)
- 1989 : Niklaus Wirth
- 1990 : Bruno Messerli, Hans Oeschger and Werner Stumm (en)
- 1991 : Duilio Arigoni and Kurt Wüthrich
- 1992 : Gottfried Schatz (en)
- 1993 : pas de prix.
- 1994 : Martin Schwab
- 1995 : Henri Isliker and Alfred Pletscher
- 1996 : Bernard Rossier
- 1997 : Jürg M. Fröhlich
- 1998 : Michel Mayor
- 1999 : Jörg Paul Müller and Luzius Wildhaber
- 2000 : Dieter Seebach
- 2001 : Ruedi Imbach
- 2002 : Rüdiger Wehner
- 2003 : Denis Duboule
- 2004 : Adriano Aguzzi
- 2005 : Othmar Keel
- 2006 : Timothy J. Richmond
- 2007 : Ari Helenius
- 2008 : Ernst Fehr (en)
- 2009 : Françoise Gisou van der Goot
- 2010 : Daniel Loss (en)
- 2011 : Michele Parrinello
- 2012 : Michael N. Hall
- 2013 : Michael Grätzel
- 2014 : Nicolas Gisin
- 2015 : Laurent Keller
- 2016 : Johan Auwerx
- 2017 : Thomas Stocker
- 2018 : Lars-Erik Cederman (en)
- 2019 : Nicola Spaldin
- 2020 : Rudolf Aebersold
- 2021 : Thomas Berger
- 2022 : Ursula Keller
- 2023 : Ted Turlings
- 2024 : Pascal Gygax